# Concediere
Concedierea reprezintă eliberarea dintr-o funcție sau îndepărtarea din serviciu a unui angajat. După concediere, aceasta are dreptul la îndemnizație de șomaj.

## Legături externe
- „Concediere” la DEX online